# Androgynofoor

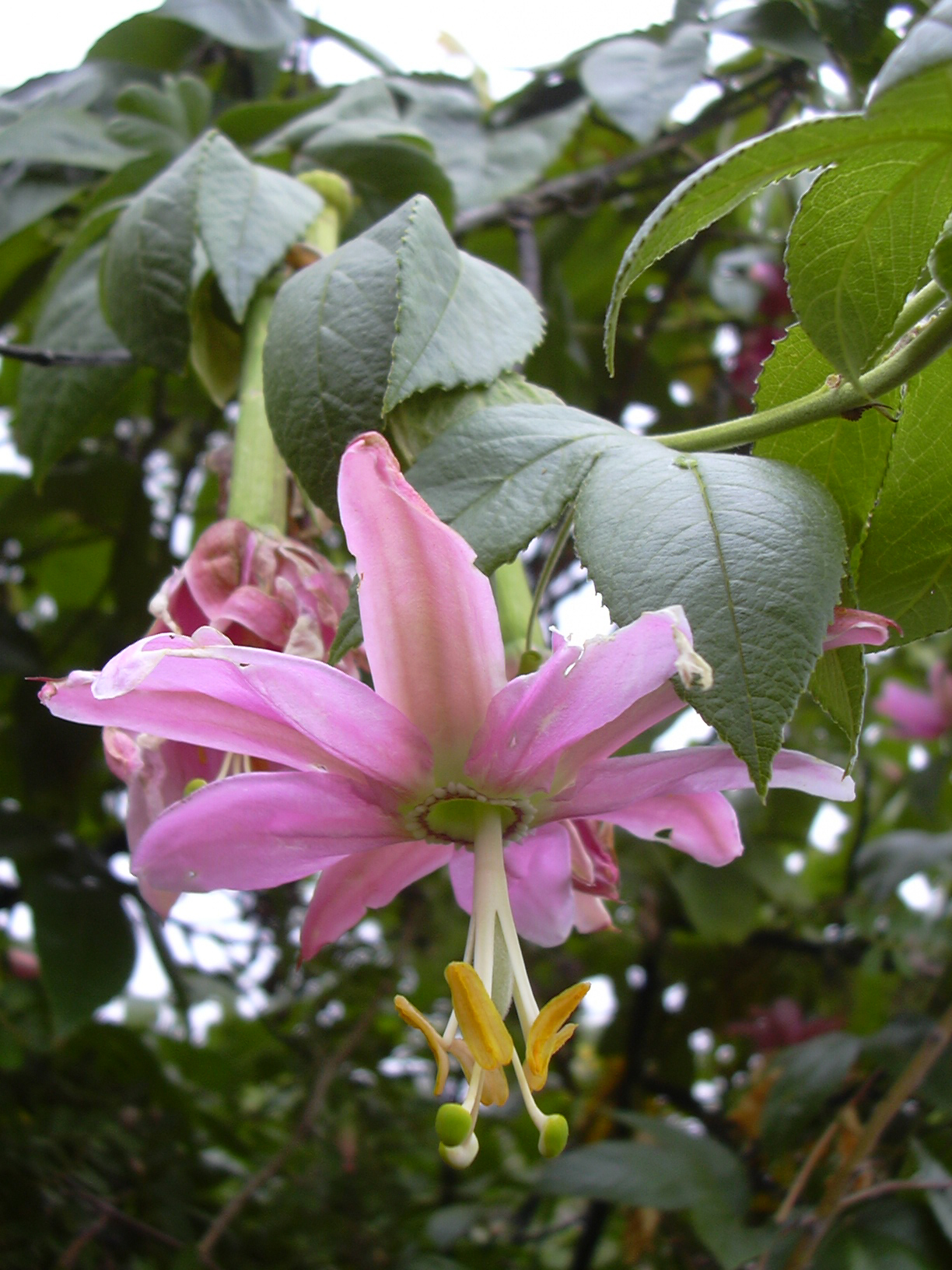
Passiflora tarminiana met een opvallende androgynofoor

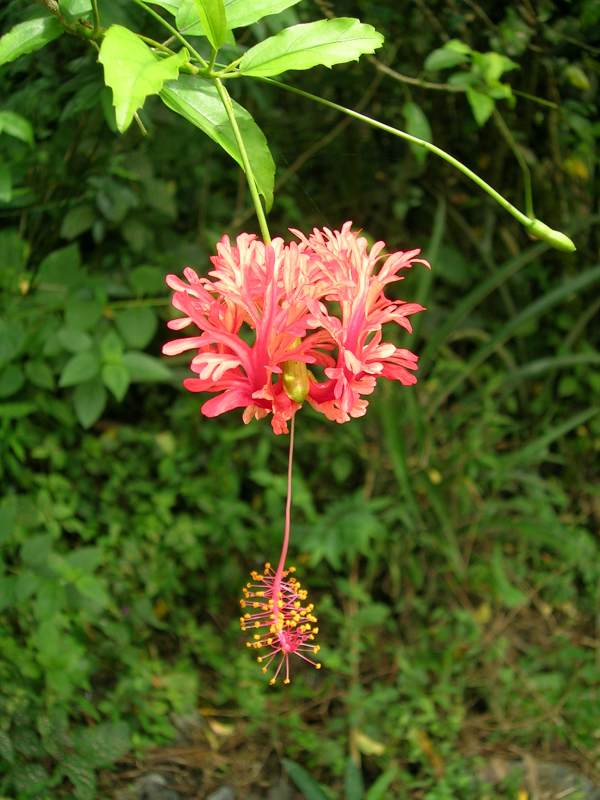
Koraalmalve met een lange androgynofoor

De androgynofoor (letterlijk man-vrouw-drager) is een zuilvormig uitsteeksel met daarop de meeldraden en de stampers, dat uitsteekt in het midden van de bloem. 
De opvallendste androgynoforen komen voor bij de plantenfamilies Passifloraceae en Malvaceae. Bij de familie Passifloraceae zit op de top van de androgynofoor een vruchtbeginsel met daarop de stampers. Bij de familie Malvaceae ontspringt de androgynofoor vanuit het vruchtbeginsel. De androgynofoor moet niet verward worden met een gynostemium.
De bloembodem of bloemas (receptaculum) is het al of niet verbrede eind van de bloemsteel of stengel, waarop alle delen van de bloem staan ingeplant. In de regel is dit stengeldeel zo kort, dat de leden en de knopen niet te onderscheiden zijn.  Als het stengellid tussen de bloemkroon en meeldraden én tussen de meeldraden en stamper verlengd is, noemt men dit verlengde gedeelte een androgynofoor.

Stamperdrager of gynofoor
Androgynofoor
Anthofoor
Meeldraaddrager of androfoor
Een gesteeld vruchtbeginsel (carpofoor en stempelvoet)

## Zie ook

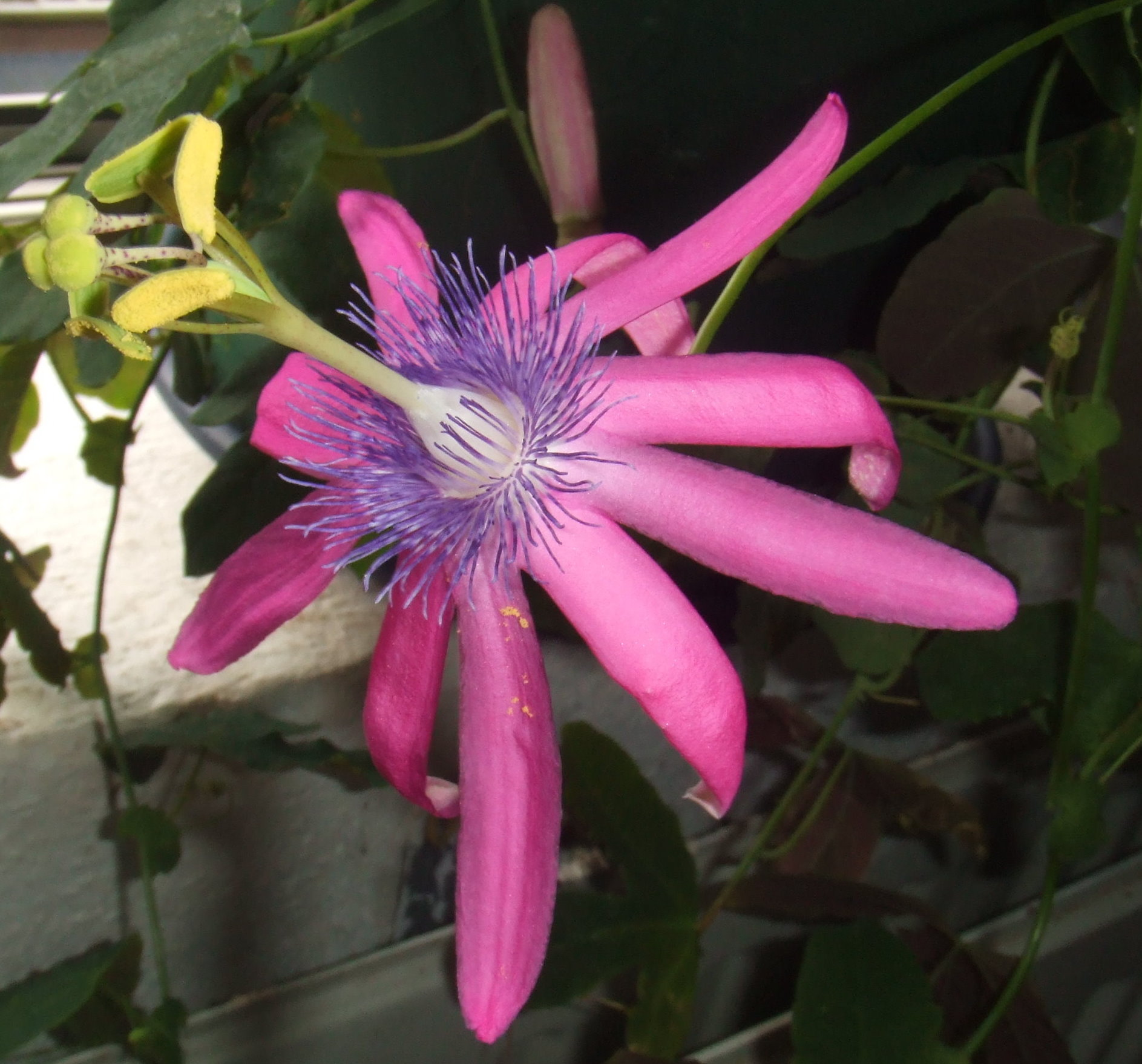
Androgynofoor bij Passiflora kermesina